# Otroligt het!
Otroligt het! är en svensk fars med manus av Krister Classon och Lars Classon.

## Rollista
- Carina Lidbom – Lisa Berg
- Annika Andersson – Gerd
- Puck Ahlsell / Brasse Brännström – Bertil Berg
- Pia Green – Ulla
- Andreas Andersson – Fredrik
- Andreas Ljung – Johnny

## Två skådespelare
Puck Ahlsell spelade rollen som Bertil, Lisa make, när de uppträdde på Lisebergsteatern i Göteborg. Brasse Brännström ersatte Puck Ahlsell för rollen som Bertil, Lisas make, när de uppträdde på Vasateatern i Stockholm och på Slagthuset i Malmö.